# Штандшуце Хелригел М1915
Штандшуце Хелригел М1915 (Немачки: Maschinengewehr des Standschützen Hellriegel, Пушкомитраљез од резервисте Хелригела) је била Аустро-Уграска машинка на водено хлађење, произведена током Првог светског рата, у веома малом броју у виду експеримента.

## Историја
Мало се зна о Штандшуце Хелригел М1915. Једини извори о Хелригелу је неколико фотографија сачуваних у архиву Националне аустријске библиотеке под називом "Maschinengewehr des Standschützen Hellriegel" (буквалан превод Пушкомитраљез од резервисте Хелригела). Фотографије датиране у октобру 1915. године показују како пушка бива испробавана на стрељани. Назив и магазин пушке показују да је пушка била аутоматска, а њен дизајнер је био неко ко се звао Хелригел из аустријске милицијске јединице Штандшуцен, која је имала задатак у одбрани Тирола и регије Форарлберг на просторима западне Аустрије, које су се граничиле са бивше "неутралном" Италијом.
Развој ове пушке се поклопио са уласком Италије у Први светски рат на страни Антанте и накнадном објавом рата на Аустро-Уграску - њену бившу савезницу из Централних сила - што ју је касније присилило да ратује на 3 фронта. Могуће је да је идеја о пушци дошла из линија фронта, могуће од једног старешине, па је производња пушке настављена на теренској радионици или у малом складишту. Такође је могуће да је она створена на туђој иницијативи. Штандшуце није изашла из фазе прототипа и тестирања и била је заборављена. Вероватно је произведена само једна пушка и она је или била разбијена или растављена. 
По војној традицији, оружја се обично називају у част онога ко их је направио, па је тако и произвођач ове пушке био Хелригел, који је био официр или неког мањег ранга. Човек који тестира оружје на слици има ранг Feldwebel Waffenmeister I Klasse (буквалан превод "Теренски послужитељ Мајстор оружја I класе"), ранг за подофицире који је био одговоран за артиљерију и војни арсенал. Веома је могуће да је фотографисани човек и сам Хелригел.
Могуће је да је то први конвенционални дизајн машинке који је био тестиран. Војна теорија настанка Штаншуце Хелригела је највероватније веома слична ранијим лаким митраљезима, као што је Шоша и Браунингa. Лаки митраљез који могу да носе војници, да се користи у пешадијским нападима и у супресивном пуцању.

## Дизајн
Штандшуце Хелригел је биo аутоматско оружје. Пушка је имала цев на водено хлађење. Тај оквир за водено хлађење је наизглед узет од Шварцлосе машинке. Оквир за воду је имао два отвора, један да се напуни водоми, а други да отпусти пару. Спољашњост цеви је била покривена кожом, како би могао да је држи онај који је користи, а да се не опржи када се цев угреје од пуцања. Друга савијена цев је била постављена испод претходне и користила се као предњи придржавач. Кундак пушке је наизглед модификована верзија Манлихера 1985, са дубљим урезом утора за палац. 
Детаљно функционисање унутршњости пушке није баш познато. Наизглед пушка је имала механизам покретања против повратног ударца, судећи по двема завојницама које су избочене иза цилиндричног пријемника. На врху пријемника је био постављен гвоздени нишан, за задњим нишаном који је могао бити подешен у зависности од даљине. По грубим проценама, брзина испаљивања је била око 550-650 рунди по минути. Мада је у стварним борбама, брзина испаљивања која је пушка могла да изрджи је била много мања. 

### Муниција
Штандшуце Хелригел је вероватно користио 9×23mm Steyr пиштољску муницију, најчешћи тип муниције у коришћењу аутро-уграрске војсце Првог светског рата. Такође, могуће је да је користио и .32 ACP, коју је користио мађарски Фромер стоп. 
Штандшуце Хелригел је могао да користи бубањ шаржер од око 100-160 рудни. Шаржер у ствари није био повезан са самом машинком, већ је допремао метке кроз флексибилан жљеб. Необичан изглед бубањ шаржера је доводио до тога да многи људи мисле да пушка функционише на принципу "каиш-пуњења" рунди. Дизајн је веома сличан немачком ТМ 08 "глиста" шаржеру, који је коришћен код пиштоља Лугер П08 и машинке МР-18. Пушка је такође имала и нормалан шаржер од око 20-30 рунди. Веома је слично шаржеру Томсона. 

## Операције
Као што се види са преживелих фотографија, за коришћење ове пушке су биле потребне две особе, онај који пуца и онај који носи шаржере. Онај који носи шаржере носи такође са собом ранац који је могао да има до пет бубањ шаржера, два нормална и опрему за чишћење оружја. Онај који пуца носи каиш око рамена, који је вероватно био коришћен за ношење пушке. Могуће је да је метална копча на каишу служила за пуцање приликом хода, док је пушка у нивоу кука. Сличан уређај је био коришћен код Браунинга, копча која је могла да подржи кундак пушке на нивоу кука.

## Недостаци
Штандшуце Хелригел није имао двоножац или било шта друго за уграђивање, што је био проблем приликом непрекидног пуцања. Вероватно је војник требало да пуца иксључиво са рамена или кука, што би смањило прецизност пушке. Додатно, на крају цеви, није било уређаја за пригушивање њушке машинке, који би смањио светло које излази приликом пуцања, што би евентуално заслепело оног који пуца, а самим тим још више смањило прецизност. Међутим, овај проблем је вероватно био ублажен коришћењем муниције за пиштоље.
Још један потенцијални недостатак пушке је била веза машинке и бубањ магазина кроз флексибилан жљеб. Када се пуца са лежећег положаја, онај који пуца мора да издржи читаву тежину машинке, како би осигурао да пушка стоји изнад бубањ магазина, што мора да остане у усправном положају. Не само што изгледа релативно непријатно у дизајну, али је такође могуће да војник пуца нагло на различите стране, што би довело до квара у пуњењу необичног флексибилног жљеба.
Не зна се да ли су тестови Штандшуце Хелригел машинке били успешни, али због многих особености у дизајну и компликованим прављењем, постоји велика вероватноћа да су тестови били неуспешни и резлтати незадовољавајући. Још један аспекат неуспеха је и цена пушке, која је због изабраних материјала (као на пример коже) и компликоване производње, била прескупа. Такође, аустро-уграска војска у том пероиду није имала залиха за тако амбициозан и непроверен дизајн. Све је то довело до тога да машинка Штандшуце Хелригел Модел 1915 никада не изађе из фазе тестова, постајући заборављено оружје у историји са скоро непостојећим преживелим документацијама.

## Популарно у култури
Штандшуце Хелригел М1915 је позната пушка игрице Battlefield 1, направљена од стране DICE-а и EA. Наравно, пушка је доста фикционално одрађена унутар игрице.